# Gouvernement d'urgence de la république d'Indonésie
 (juillet 2023).
Le gouvernement d'urgence de la république d'Indonésie (en indonésien Pemerintahan Darurat Republik Indonesia ou PDRI) est un gouvernement indonésien établi en réaction à la prise de la capitale temporaire de la république d'Indonésie, Yogyakarta, et de la capture des principaux membres du gouvernement, dont le président Soekarno, le vice-président Hatta et le Premier ministre Sjahrir, par les Néerlandais lors de l'Operatie Kraai. Il était installé à Koto Tinggi, Kabupaten de Lima Puluh Kota, dans l'ouest de Sumatra et était dirigé par Sjafruddin Prawiranegara.

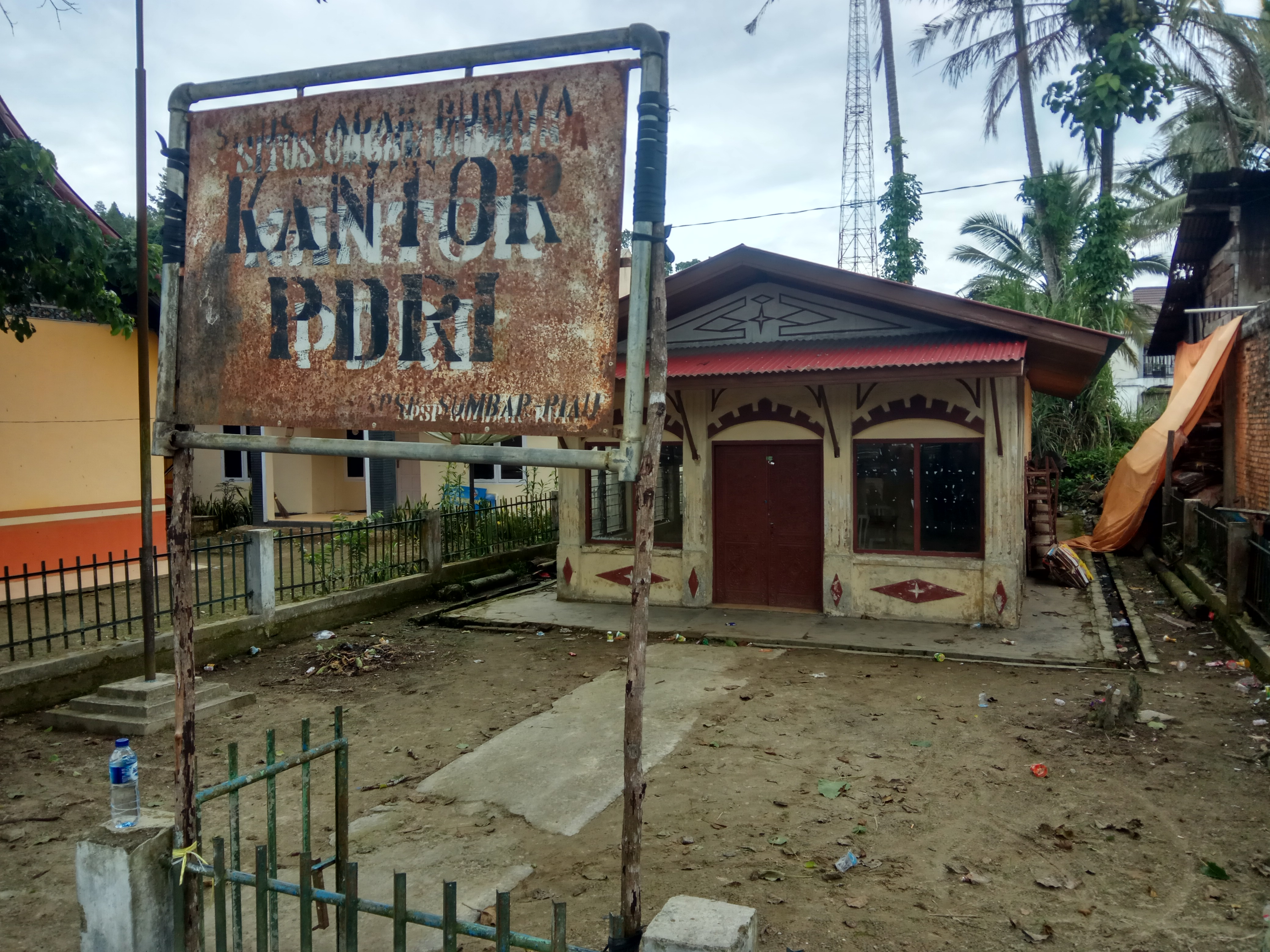
Le bureau du PDRI à Koto Tinggi, kabupaten de Lima Puluh Kota
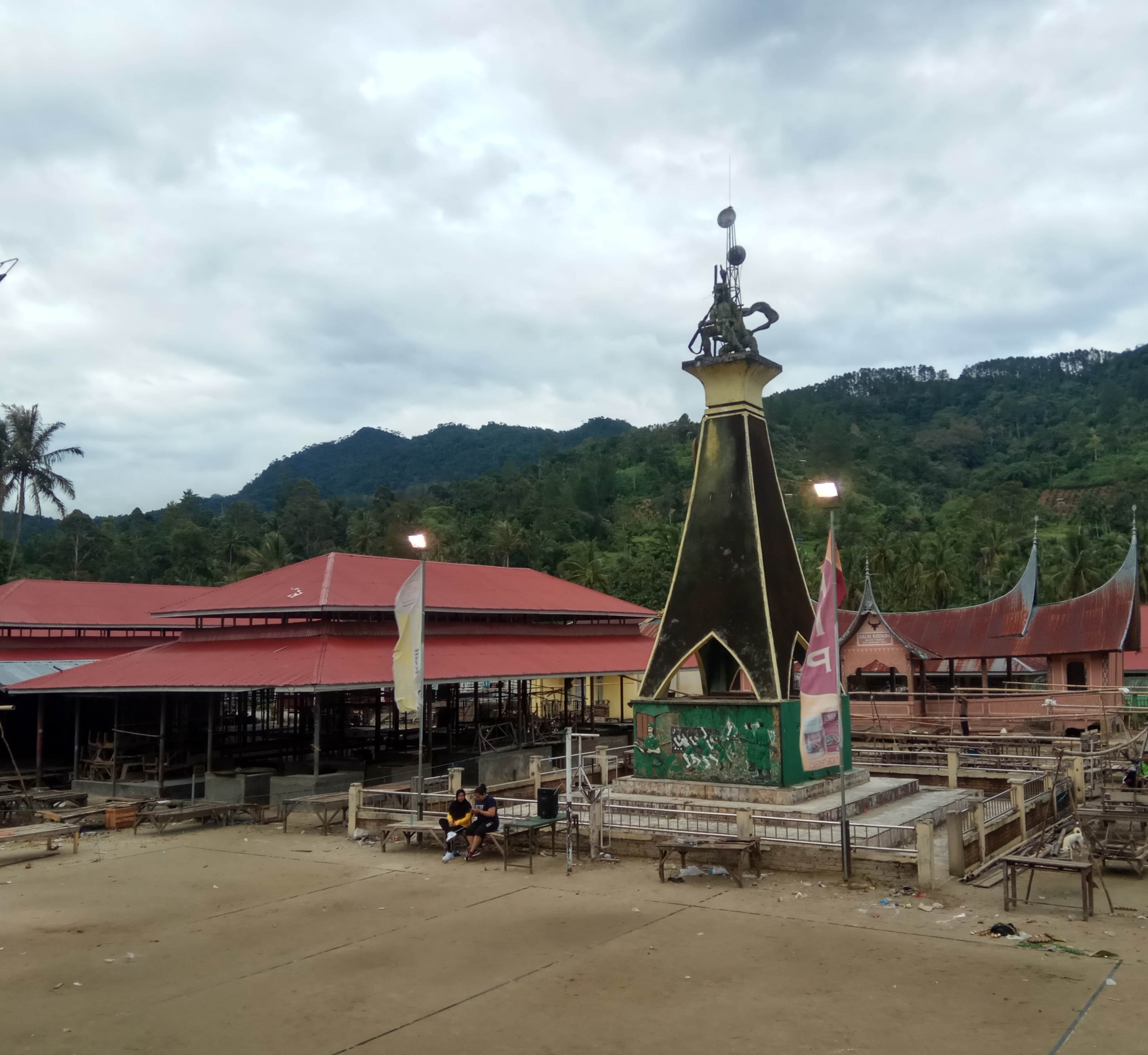
Le monument du PDRI à Koto Tinggi